# فرهنگ موضوعی قرآن
فرهنگ موضوعی قرآن  (نام کامل: فرهنگ موضوعی قرآن مجید) یک فرهنگ‌نامه تألیف کامران فانی و بهاءالدین خرمشاهی است. این فرهنگ‌نامه، فرهنگ لغات قرآن همراه با شرح و بسط معانی آنها نیست؛ بلکه درواقع کشف‌المطالب الفبایی یا فهرست موضوعی قرآن می‌باشد که مانند اغلب فرهنگ‌های لغت به روش الفبایی (ابجدی) تنظیم یافته‌است. این فهرست به عربی است و این امر مهم و ناگزیر بوده‌است، زیرا اگر قرار بود فارسی باشد دیگر امکانِ آوردن عین اصطلاحات و تعبیرات قرآن وجود نداشت؛ حال آنکه این امر اهمیت فراوان دارد.

## سابقهٔ فهرست‌های موضوعی
این فهرست‌ها که با نام‌های تفصیل‌الآیات، طبقات‌الآیات، کشف‌المطالب و... شناخته می‌شوند، از گذشته تاکنون دارای اهمیت زیادی بودند. تفصیل‌الآیات ژول لابوم (خاورشناس فرانسوی) نخستین فهرست موضوعی قرآن است که در سال ۱۸۷۷ منتشر شد. از دیگر فرهنگ‌های موضوعی مهم منتشرشده می‌توان تفصیل آیات القرآن کریم از محمد فؤاد عبدالباقی، کشف‌المطالب اعتمادالسلطنه (ترجمهٔ فارسیِ فرهنگ ژول لابوم)، و فهرست‌المطالب دکتر محمود رامیار نام برد.

## مشکلات فرهنگ‌های موضوعی تاکنون
1. محدود کردن موضوعات مطرح‌شده در قرآن به تعدادی موضوع خاص
2. عدم استفاده از لفظ «قرآن» و استفاده از طرح‌های ذهنی نویسندگان
3. دیریابی کلمات یا پیدا نکردن کلمات موردنظر به دلیل روش ناصحیح تنظیم فهرست

## روش تنظیم در این فرهنگ موضوعی
در این فرهنگ از روش‌های جدید علم کتابداری استفاده شده‌است، بر این اساس که به‌جای اینکه موضوعاتْ ذهنی و از قبل تعیین شوند و کلمات قرآن درزیر آن آورده شود، خود قرآن را آیه به آیه فهرست کرده‌است؛ یا به تعبیر دیگر، به آیه‌آیهٔ قرآن موضوع داده شده‌است و تقطیع موضوعی انجام شده‌است و در اکثر موارد از لفظ قرآنی استفاده شده‌است. بر این اساس، این فرهنگ موضوعی، در حدود ۷۰۰۰ موضوع یا مدخل اصلی همراه با توابعش که در زیر هر موضوع آمده، و ۳۰۰۰ مدخل ارجاعی (اعم از اصلی و کمکی) را دربردارد و به‌جرأت می‌توان گفت که موضوعاتی که در قرآن آمده‌است دیگر محدود به تعدادی خاص مانند فهرست‌های قبلی نیست.

## نکته‌ها برای استفاده از این فرهنگ
 عدم آوردن آیات قرآن به دلیل افزایش حجم و نداشتن کارایی
 کلماتی که با علامت {-} متصل شده‌اند موضوع فرعی می‌باشد.
 املا و ضبط کلمات عربی بر اساس رسم الخط عربی معاصر می‌باشد.
 نداشتن معادل فارسی لغات عربی جز به ندرت برای تشخیص کلمات ؛ مثلاً: الرجال (=پیادگان)، الرجال (=مردان)
 استفاده از مدخل‌های ارجاعی (کلمات فارسی و مترادفات عربی) به مدخل اصلی به منظور افزایش کارایی؛ برای مثال از زن به المرأه؛ الامرءه؛ النساء و از این سه نیز به یکدیگر ارجاع داده شده‌است.

## ویژگی برجستهٔ این فرهنگ
ارجاع اخیر یکی از ویژگی‌های مهم این فرهنگ است که طی آن موضوع‌های هم معنی یا مربوط به هم ارجاع داده شده‌اند. این ارجاعات به صورت نیز {یعنی نیز رجوع کنید به} آمده‌است.
برای مثال، زیر کلمهٔ «گناه» و ترکیبات آن چنین آمده‌است:
گناه: الاخلاق الرذیله؛
الإثم: المعصیه الصلیه؛ الأثقال؛ الخطیه؛ الذَّنْب؛ الجُناح؛ الفاحشة؛ اللمم؛ الجرم
گناه‌پوشی: تکفیر السّیّئات
گناه صغیره: الصغیره؛
گناه کبیره: الکبائر
گناهکار: الآثم
یعنی اگر بخواهید تصویر کلی از مسألهٔ «گناه» در قرآن به دست آورید باید به تمام این موضوعات رجوع کنید. ولی اگر بخواهید یکی از مباحث گناه، مثلاً «گناه صغیره» را مورد بررسی قرار دهید فقط کافی است به کلمه «الصغیره» رجوع کنید که در زیر آن فقط آیات مربوط به آن آمده‌است. ارتباط موضوع‌ها و مدخل‌ها با یکدیگر از طریق ارجاع اصلی و کمکی در واقع نوعی شبکهٔ ارتباطی میان موضوعات قرآنی ایجاد می‌کند که کار تحقیق را هم آسان تر می‌کند و هم به آن جامعیت می‌بخشد.

## روش استفاده
استفاده از این فرهنگ برخلاف دیگر فرهنگ‌ها بسیار آسان می‌باشد. برای این منظور کافی است کلمه یا موضوع مورد نظر خود را در جای الفبایی آن جستجو کنید.
مثال: می‌خواهید بدانید قرآن درمورد «صبر» چه گفته و چه آیاتی در این باره نازل شده‌است. مانند یک فرهنگ معمولی به حرف «ص» رجوع کنید؛ پس از یافتن کلمهٔ «صبر» چنین می‌خوانید:

الصبر: بقرة، ۴۵، ۱۵۷، ۱۷۶، ۲۵۰؛ آل عمران، ۱۲۰، ۱۳۹، ۱۸۶؛ نساء، ۲۵۰؛ ...

حال اگر به‌جای صبر کلمهٔ «شکیبایی» به ذهن شما رسیده و بخواهید بدانید درمورد آن چه آمده‌است، به حرف «ش» رجوع کرده و پس از یافتن کلمهٔ «شکیبایی» این‌چنین می‌خوانید:

شکیبایی: الصبر

و این‌چنین شما باز به کلمهٔ «صبر» ارجاع داده می‌شوید و به موضوع موردنظر خود می‌رسید. به کلمهٔ «الصبر» که با حروف سیاه به چاپ رسیده مدخل اصلی و به کلمهٔ «شکیبایی» که با حروف نازک به چاپ رسیده مدخل ارجاعی یا ارجاع گفته می‌شود.